# Der Schirm mit dem Schwan
Der Schirm mit dem Schwan ist ein deutscher Stummfilm aus dem Jahr 1916 mit Henny Porten in der Hauptrolle.

## Handlung
Henny Porten spielt die reiche Witwe Gisela Bark aus Amerika, die sich derzeit gerade in Deutschland aufhält. Als sie von der Maniküre kommt, muss Mrs. Bark feststellen, dass sie dort ihren geliebten Schirm mit dem markanten Schwanengriff vergessen hat. Der nach ihr die Maniküre besuchende Graf zu Bretz entdeckt das gute Stück und beschließt, der Amerikanerin ihren Schirm persönlich vorbeizubringen.
Graf Bretz fährt zu Mrs. Bark hin, sieht sie in der Küche arbeiten und glaubt, dass es sich dabei um eine Hausangestellte handeln muss. Er stellt sich als Chauffeur Fritz Neumann vor, sie als Küchenhilfe Betty Schulz. Daraufhin übergibt er ihr den Schirm mit der Bitte, ihn an die gnädige Frau weiterzureichen. Man versteht sich rasch sehr gut und verabredet sich zu einem Rendezvous. Es kommt noch zu allerlei Verwirrungen, ehe beide ihre wahre Identität lüften und sich schließlich verloben.

## Produktionsnotizen
Der Schirm mit dem Schwan entstand im Winter 1915/16 im Messter-Film-Atelier, Blücherstraße 32 und hatte den Untertitel Die Geschichte eines stehengebliebenen Regenschirmes. Der Film besaß bei der Neuzensur am 3. Juni 1921 drei Akte mit einer Länge von 1160 Metern. Ein Jugendverbot wurde erlassen. Die Uraufführung fand am 6. oder am 9. April 1916 im Berliner Mozartsaal statt. In Wien lief der Film bei einer Länge von lediglich rund 900 Metern wenige Wochen danach an.

## Kritik
In Paimann’s Filmlisten ist zu lesen: „Stoff, Spiel, Photos und Szenerie prima. (Ein Kabinettstück.)“